# 트라이엄프 팰리스
트라이엄프 팰리스(러시아어: Триумф-Палас)는 러시아 모스크바의 고층 아파트이다. 이 건물은 러시아에서 가장 높은 아파트이다.

## 같이 보기
- 러시아의 마천루 목록
- 페더레이션 타워 (현재 모스크바 최고층 건물)